# Somosomo
Somosomo ist ein Dorf auf der Insel Taveuni, die zur Provinz Cakaudrove der Northern Division des pazifischen Inselstaates Fidschi gehört.

## Geographie
Durch Taveuni verläuft die Datumsgrenze und wird entsprechend markiert.

## Traditionen
Mit Somosomo sind traditionell die Inhaber des Titels Tui Cakau, des obersten Häuptlings (Paramount Chief) der Tovata Confederation verbunden. Der langjährige Chief Minister, später Prime Minister und zuletzt Staatspräsident Fidschis Ratu (Häuptling) Sir Penaia Ganilau war Tui Cakau, stammt also aus Somosomo.

## Religion
J. G. Frazer schildert in seinem 1894 bei Macmillan in London erschienenen Buch The Golden Bough den Glauben der Einwohner, dass in Somosomo ein andauernder Austausch zwischen den Göttern und den Menschen stattfindet. Mittler zwischen den beiden sind bestimmte Priester und Häuptlinge, die als heilige Personen angesehen werden. Eine weitere Überlieferung bezeichnet den Gott, der über Somosomo herrscht, mit Qurai.
Koordinaten: 16° 48′ S, 180° 0′ W